# ۳-متیل-۱-پنتانول
۳-متیل-۱-پنتانول (به انگلیسی: 3-Methyl-1-pentanol) با فرمول شیمیایی C۶H۱۴O یک ترکیب شیمیایی است. که جرم مولی آن ۱۰۲٫۱۷۴ g/mol می‌باشد. شکل ظاهری این ترکیب، مایع بی‌رنگ است.